# 楊汝良
楊汝良（？—？），號勷明，江西抚州府崇仁县人。

## 生平
天啓元年（1621年）辛酉科江西乡试举人，崇祯十三年（1640年）庚辰科進士，吏部观政，授四川广安知州，时川寇蜂起，举蜀惊惶。惟公所莅，贼不敢犯，民赖以安。旋升兵备道，未幾抱恙致仕。居林下三十余年，却徵书者数次。擅诗、古文辞，妙藻鑑，尤精筮学，乡人士咸宗重之。已而当道笪公访间造谒，特颜其堂曰：林下一人。子杨有容，壬子拔贡。